# Ivisan, Capiz
Ivisan là một đô thị hạng 4 ở tỉnh Capiz, Philippines. Theo điều tra dân số năm 2000 của Philipin, đô thị này có dân số 24.256 người trong 4.683 hộ.

## Các đơn vị hành chính
Ivisan được chia thành 15 barangay.
- Agmalobo
- Agustin Navarra
- Balaring
- Basiao
- Cabugao
- Cudian
- Ilaya-Ivisan
- Malocloc Norte
- Malocloc Sur
- Matnog
- Mianay
- Ondoy
- Poblacion Norte
- Poblacion Sur
- Santa Cruz